# Mount Carmel (Grenada)
Mount Carmel ist eine Siedlung im Parish Saint Andrew im Osten von Grenada.

## Geographie
Die Siedlung liegt zwischen Munich und Hope Bacolet an der Küste. Der Ort befindet sich auf der Anhöhe über der Küste, so dass die Namensgeber wohl an den biblischen Karmel erinnert wurden. Zwischen dem Ort und Hope Bacolet erstreckt sich das Tal des Little River of Great Bacolet, welcher mit den Mt. Carmel Falls die höchsten Wasserfälle von Grenada bildet.

## Klima
Das Klima ist tropisch heiß. 